# Vilemína Luisa Hesensko-Darmstadtská
Vilemína Luisa Hesensko-Darmstadtská, německy Wilhelmina Luisa von Hessen-Darmstadt (25. června 1755 Prenzlau – 26. dubna 1776 Sankt Petěrburg) byla ruská velkokněžna, první manželka budoucího cara Pavla I. pod jménem Natálie Alexejevna Romanovová.

## Původ
Vilemína Luisa byla pátým dítětem a čtvrtou dcerou v početné rodině lankraběte Ludvíka IX. Hesensko-Darmstadtského a jeho první ženy Karolíny Falcko-Zweibrückenské, její sestrou byla pruská královna Bedřiška, druhá manželka krále Fridricha Viléma II.
Dívka vyrůstala pod přísným dohledem matky, zvané velká lankraběnka, důstojné a velmi vzdělané ženy, v jejímž domě pobývali Goethe, Herder a další významné osobnosti té doby. Již v dětství se dívenka odlišovala nadprůměrnými schopnostmi, silným charakterem a výbušným temperamentem. Vilemína měla několik sourozenců: Karolínu, Bedřišku Luisu, Ludvíka, Amálii, Kristiána a Luisu.

## Manželství s carem Pavlem
V roce 1772 dovršil ruský následník trůnu carevič Pavel 18 let a carevna Kateřina Veliká začala pro něj hledat ženu. Po dlouhém hledání se výběr zúžil na dvě kandidátky: Žofie Dorota Württemberská a Vilemína Luisa Hesensko-Darmstadtská. Sofii však v té době bylo teprve třináct let a Kateřina nutně potřebovala následníka trůnu, proto její výběr padl na tři svobodné dcery hesenského lankraběte. Svatbě přál i pruský panovník Fridrich II. Veliký, neboť tento svazek byl výhodný i pro Prusko. Vilemína (17 let) i její dvě sestry – Amálie (18 let) i Luisa (15 let) – byly pozvány do Ruska a tam si carevič Pavel vybral Vilemínu. Jejich svatba se konala 10. října roku 1773; Vilemína přijala pravoslaví a ruské jméno Natálie Alexejevna Romanova.

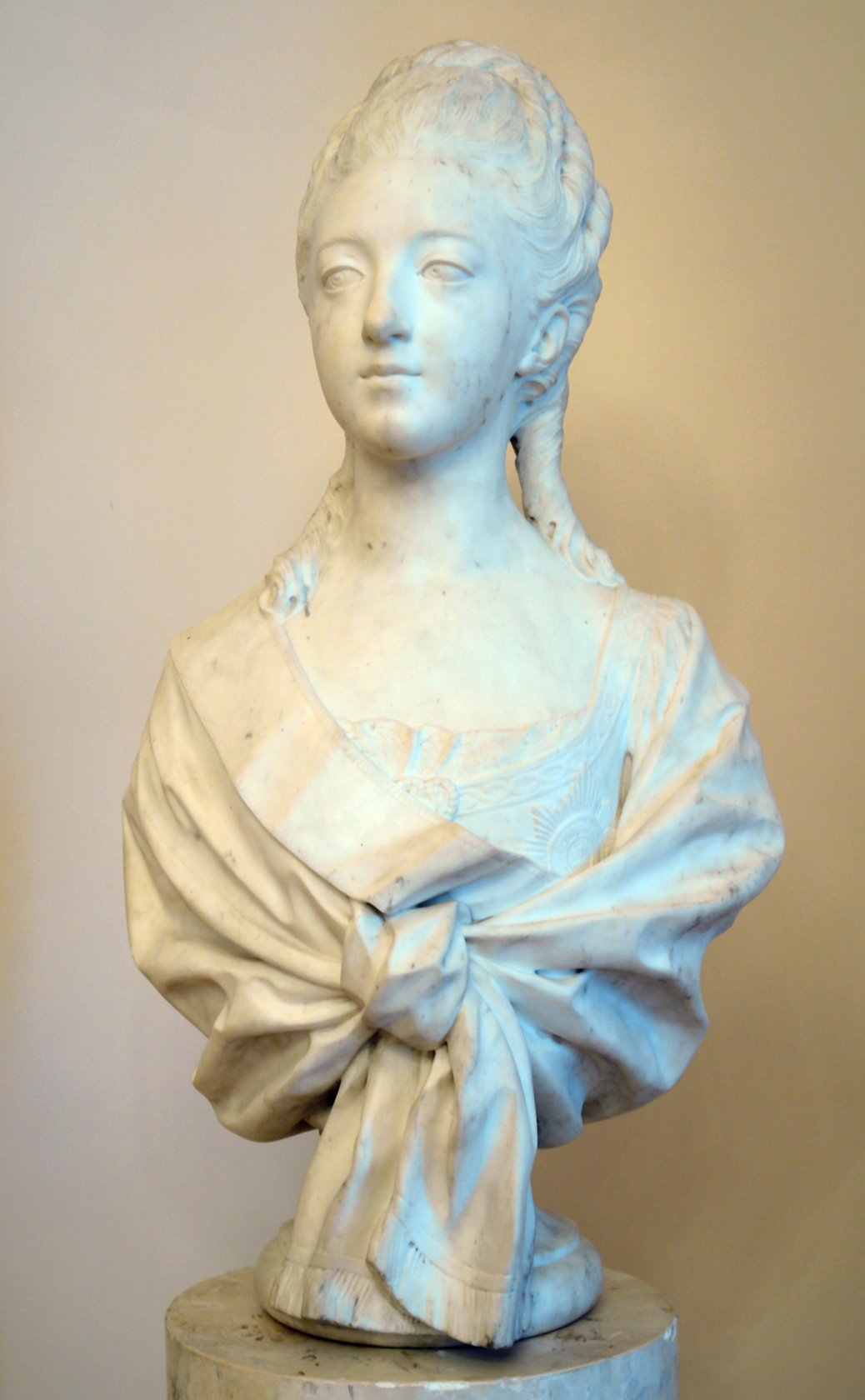
Mramorová busta Natálie Alexejevny (1775)

V prvních měsících manželství Vilemínina (tehdy již vlastně Natáliina) veselost a spontánnost oživovala celý dvůr. Carevna jí byla nadšená, ale postupem času se začaly objevovat potíže a manželství Natálie a Pavla spělo ke krachu, ještě větší problémy pak byly ve vztahu s Kateřinou. Pavlova matka napsala, že Natálie miluje extrémy ve všem. Neposlouchá žádné rady, a neshledávám u ní ani půvab, ani nadání, ani rozum. Natálie odmítla učit se rusky a intrikovala ve snaze získat pro Pavla trůn.
Někdy v té době se Natálie zamilovala do okouzlujícího hraběte Andreje Razumovského, přítele careviče Pavla (s nímž flirtovala již při plavbě do Ruska na lodi, které on velel). K Natáliině smůle však románek, který s ním navázala, nezůstal bdělým očím dvořanů utajen a Andrej měl být poslán pryč z paláce, Pavel (který ovšem nevěděl nic o důvodu jeho vykázání) proti tomu bouřlivě protestoval. V tu dobu Natálie otěhotněla; je příznačné pro poměry na tehdejším carském dvoře, že carevna Kateřina – druhdy sama nevěrná manželka (předpokládá se, že sám carevič Pavel nebyl synem Kateřinina manžela Petra III., ale jejího milence Sergeje Saltykova) – nepovažovala za důležité, zda dítě je Andreje či Pavla, byl pro ni rozhodující fakt, že Natálie porodí následníka ruského trůnu.

## Porod a smrt
K porodu došlo 15. dubna 1776. Byl mimořádně těžký a dlouhý, dítě bylo příliš velké a když konečně přišlo na svět, ukázalo se, že již nežije – Natálie ho nemohla porodit a lékaři se neodhodlali provést císařský řez. O několik dní později (26. dubna) v důsledku poporodních komplikací zemřela v necelých jedenadvaceti letech i Natálie.
Je zajímavé, že již současnící byli názoru, že při lepší lékařské péči Vilemína zemřít nemusela. Rytíř Corberon si zapsal odpověď chirurga Moreaua na svůj dotaz ohledně této nešťastné události: Řekl mi (tj. Moreau) soukromě, že podle jeho názoru dvorní chirurgové a lékaři zanedbali péči o velkokněžnu, která nemusela zemřít. Je skutečně překvapující, že se jí nedostalo větší péče. Lidé jsou velmi znechuceni, hořce plačíce. Včera i dnes je možno slyšet od lidí v obchodech: „mladé paní umírají; staré baby neumřou nikdy.“ Závěrečná slova jsou jasnou narážkou na carevnu Kateřinu a v souvislosti s výše uvedenými skutečnostmi mohou vyznívat až jako skryté obvinění. Pověsti o zabití velkokněžny se (zřejmě i kvůli nedobrým vztahům s Kateřinou) skutečně objevily. Za oficiální příčinu smrti bylo označeno pokroucení páteře.
Natáliin muž, následník trůnu Pavel nesl její smrt velmi bolestně a nemohl se s ní vyrovnat; tehdy mu matka ukázala kompromitující materiály o Natálii a hraběti Razumovském. Pavel Petrovič byl tím krutě zasažen, nepřišel na pohřeb, neobjevoval se u dvora a celá tato historie silně poznamenala do budoucna jeho charakter: stal se nevyrovnaným a podezíravým (později nedůvěřoval své druhé ženě ani dětem). Téměř vzápětí po pohřbu však se pro něj začala hledat nová nevěsta, jíž se stala Žofie Dorota Württemberská (přijala ruské jméno Marie Fjodorovna), která mu porodila devět dětí, z nichž jen jediná dcerka se nedožila dospělosti.